# ズィンガレッリ・イタリア語辞典
ズィンガレッリ・イタリア語辞典（Vocabolario della Lingua Italiana di Nicola Zingarelli）はイタリアのザニケッリ社が発行する伊-伊辞典。初版は1917年。題名は言語学者のニコラ・ズィンガレッリにちなむ。分量を減らしたズィンガレッリ小辞典（Zingarelli minore）もある。